# Jokke Kangaskorpi
Jokke Kangaskorpi (Mikkeli, 2 de março de 1972 – 1 de maio de 2009, na mesma cidade) foi um futebolista finlandês que atuou no MP, no FC Haka, no TPV e no KTP.
Atuou também em onze partidas pela Seleção Finlandesa de Futebol, entre 1994 e 1997.
Seu irmão, Juuso, também atua como futebolista. Jokke morreu misteriosamente em 1 de maio de 2009, aos 37 anos de idade.